# 阿尔萨苏阿
阿尔萨苏阿（西班牙語：Alsasua）是西班牙纳瓦拉的一个市镇。总面积27平方公里，总人口7162人（2001年），人口密度265人/平方公里。